# Temporada da PLK de 2025-26
A Temporada da Liga Polonesa de Basquetebol de 2025–26, também conhecida como ORLEN Basket Liga por motivos de patrocinadores, será a 92ª edição da principal competição da modalidade no país. O maior campeão histórico da liga é o WKS Ślask Wrocław com 18 títulos e os rivais da capital, Legia Warzawa, são os atuais campeões e buscam sua nona conquista nacional.
A partir de 2020 o Grupo Energa passou a patrocinar tanto as seleções masculina e feminina da Polônia, quanto as ligas de elite masculina e feminina. Já a partir da temporada 2023-24, a Energa cedeu lugar para o Orlen Group quanto aos namings rights das ligas. 

Para a atual temporada seis clubes competirão em âmbito internacional nas ligas europeias, sendo eles: WKS Ślask Wrocław na EuroCopa,Legia Warzawa e Start Lublin na  Liga dos Campeões, Trefl Sopot e Anwil Włocławek na Copa Europeia, e por fim o Dziki Warszawa disputará a ENBL. (vide:Clubes poloneses em competições europeias)

## Clubes participantes
Para a atual temporada houve a promoção do Miasto Szkła Krosno que foi o campeão da I Liga na temporada 2024-25 que retorna para a PLK depois de seis anos competindo na segunda divisão. A equipe que está de saída é o Spójnia Stargard que foi rebaixado após sete temporadas na elite.
|         | Clube                                   | Localização         | Arena                                | Capacidade |
| ------- | --------------------------------------- | ------------------- | ------------------------------------ | ---------- |
|         | AMW Arka Gdynia                         | Gdynia              | Gdynia Arena                         | 5 500      |
|         | Anwil Włocławek                         | Włocławek           | Hala Mistrzów                        | 4 200      |
|         | Arriva Polski Cukier Toruń              | Toruń               | Arena Toruń                          | 6 248      |
|         | Dziki Warszawa                          | Varsóvia            | Hala Koło                            | 1 280      |
|         | Energa Icon Czarni Słupsk               | Słupsk              | Hala Gryfia                          | 2 500      |
|         | Górnik Zamek Książ Wałbrzych            | Wałbrzych           | Hala Widowiskowo-Sportowa Aqua Zdrój | 2 000      |
|         | King Szczecin                           | Szczecin            | Netto Arena                          | 7 403      |
|         | Legia Warszawa                          | Varsóvia            | OSiR Bemowo                          | 1 000      |
| Aumento | Miasto Szkła Krosno                     | Krosno              | MOSiR Arena                          | 1 380      |
|         | MKS Dąbrowa Górnicza                    | Dąbrowa Górnicza    | HWS Centrum im.Z.Cybulskiego         | 2 944      |
|         | PGE Start Lublin                        | Lublin              | MOSiR Globus                         | 5 000      |
|         | Tasomix Rosiek Stal Ostrów Wielkopolski | Ostrów Wielkopolski | Hala Sportowa Stal                   | 1 200      |
|         | Tauron GTK Gliwice                      | Gliwice             | Arena Gliwice                        | 13 752     |
|         | Trefl Sopot                             | Sopot               | Ergo Arena                           | 15 000     |
|         | WKS Śląsk Wrocław                       | Breslávia           | Hala Orbita                          | 3 000      |
|         | Orlen Zastal Zielona Góra               | Zielona Góra        | CRS Hall Zielona Góra                | 6 080      |

Fonte: plk.pl>Drużyny>WYBIERZ SEZON>2025/2026
- Promovido da Liga I (segunda divisão)
- Atual campeão da Orlen Basket Liga
- Atual campeão da Copa da Polônia
- Atual campeão da Supercopa da Polônia

## Temporada regular

### Tabela de classificação
| Pos. | Clube                                   | P | J | V-D | Casa | Fora | P+ -P- | SP | Classificação           |
| ---- | --------------------------------------- | - | - | --- | ---- | ---- | ------ | -- | ----------------------- |
| 1    | AMW Arka Gdynia                         |   |   |     |      |      |        |    | Playoffs                |
| 2    | Anwil Włocławek                         |   |   |     |      |      |        |    | Playoffs                |
| 3    | Arriva Polski Cukier Toruń              |   |   |     |      |      |        |    | Playoffs                |
| 4    | Dziki Warszawa                          |   |   |     |      |      |        |    | Playoffs                |
| 5    | Energa Icon Czarni Słupsk               |   |   |     |      |      |        |    | Playoffs                |
| 6    | Górnik Zamek Książ Wałbrzych            |   |   |     |      |      |        |    | Playoffs                |
| 7    | King Szczecin                           |   |   |     |      |      |        |    | Play-ins                |
| 8    | Legia Warszawa                          |   |   |     |      |      |        |    | Play-ins                |
| 9    | Miasto Szkła Krosno                     |   |   |     |      |      |        |    | Play-ins                |
| 10   | MKS Dąbrowa Górnicza                    |   |   |     |      |      |        |    | Play-ins                |
| 11   | PGE Start Lublin                        |   |   |     |      |      |        |    |                         |
| 12   | Tasomix Rosiek Stal Ostrów Wielkopolski |   |   |     |      |      |        |    |                         |
| 13   | Tauron GTK Gliwice                      |   |   |     |      |      |        |    |                         |
| 14   | Trefl Sopot                             |   |   |     |      |      |        |    |                         |
| 15   | WKS Śląsk Wrocław                       |   |   |     |      |      |        |    |                         |
| 16   | Orlen Zastal Zielona Góra               |   |   |     |      |      |        |    | Rebaixado para a I Liga |

Fonte: plk.pl/tabele>sezon>2024/2025

### Confrontos
| Casa\Visitante                          | GDYN | WŁOC | TORU | DZIK | SŁUP | WAŁB | SZCE | LEGI | KROS | MKSD | LUBL | WIEL | GLIW | SOPO | WROC | ZIEL |
| --------------------------------------- | ---- | ---- | ---- | ---- | ---- | ---- | ---- | ---- | ---- | ---- | ---- | ---- | ---- | ---- | ---- | ---- |
| AMW Arka Gdynia                         |      |      |      |      |      |      |      |      |      |      |      |      |      |      |      |      |
| Anwil Włocławek                         |      |      |      |      |      |      |      |      |      |      |      |      |      |      |      |      |
| Arriva Polski Cukier Toruń              |      |      |      |      |      |      |      |      |      |      |      |      |      |      |      |      |
| Dziki Warszawa                          |      |      |      |      |      |      |      |      |      |      |      |      |      |      |      |      |
| Energa Icon Czarni Słupsk               |      |      |      |      |      |      |      |      |      |      |      |      |      |      |      |      |
| Górnik Zamek Książ Wałbrzych            |      |      |      |      |      |      |      |      |      |      |      |      |      |      |      |      |
| King Szczecin                           |      |      |      |      |      |      |      |      |      |      |      |      |      |      |      |      |
| Legia Warszawa                          |      |      |      |      |      |      |      |      |      |      |      |      |      |      |      |      |
| Miasto Szkła Krosno                     |      |      |      |      |      |      |      |      |      |      |      |      |      |      |      |      |
| MKS Dąbrowa Górnicza                    |      |      |      |      |      |      |      |      |      |      |      |      |      |      |      |      |
| PGE Start Lublin                        |      |      |      |      |      |      |      |      |      |      |      |      |      |      |      |      |
| Tasomix Rosiek Stal Ostrów Wielkopolski |      |      |      |      |      |      |      |      |      |      |      |      |      |      |      |      |
| Tauron GTK Gliwice                      |      |      |      |      |      |      |      |      |      |      |      |      |      |      |      |      |
| Trefl Sopot                             |      |      |      |      |      |      |      |      |      |      |      |      |      |      |      |      |
| WKS Śląsk Wrocław                       |      |      |      |      |      |      |      |      |      |      |      |      |      |      |      |      |
| Orlen Zastal Zielona Góra               |      |      |      |      |      |      |      |      |      |      |      |      |      |      |      |      |

Fonte: plk.pl/terminarz>sezon>2025/2026

## Playoffs

### Play-ins
| Time 1 | Placar | Time 2 |
| ------ | ------ | ------ |
|        | -      |        |
|        | -      |        |

| Equipe 1 | Placar | Equipe 2 |
| -------- | ------ | -------- |
|          | -      |          |

### Quartas de finais
| Time 1 | Série | Time 2 | 1º Jogo | 2º Jogo | 3º Jogo | 4º Jogo | 5º Jogo |
| ------ | ----- | ------ | ------- | ------- | ------- | ------- | ------- |
|        | -     |        |         |         |         |         |         |
|        | -     |        |         |         |         |         |         |
|        | -     |        |         |         |         |         |         |
|        | -     |        |         |         |         |         |         |

### Semifinais
| Time 1 | Série | Time 2 | 1º Jogo | 2º Jogo | 3º Jogo | 4º Jogo | 5º Jogo |
| ------ | ----- | ------ | ------- | ------- | ------- | ------- | ------- |
|        | -     |        |         |         |         |         |         |
|        | -     |        |         |         |         |         |         |

### Decisão de terceiro lugar
| Time 1 | Agregado | Time 2 | 1º Jogo | 2º Jogo |
| ------ | -------- | ------ | ------- | ------- |
|        | -        |        |         |         |

### Finais
| Time 1 | Série | Time 2 | 1º Jogo | 2º Jogo | 3º Jogo | 4º Jogo | 5º Jogo | 6º Jogo | 7º Jogo |
| ------ | ----- | ------ | ------- | ------- | ------- | ------- | ------- | ------- | ------- |
|        | -     |        |         |         |         |         |         |         |         |

### Premiação
| ORLEN Basket Liga 2025-26 |
| ------------------------- |
| º Título                  |

## Clubes poloneses em competições europeias
| Clube             | Competição        | TR | TR | PO | PO | Resultado |
| Clube             | Competição        | V  | D  | V  | D  | Resultado |
| ----------------- | ----------------- | -- | -- | -- | -- | --------- |
| WKS Śląsk Wrocław | EuroCopa          |    |    |    |    |           |
| Legia Warszawa    | Liga dos Campeões |    |    |    |    |           |
| PGE Start Lublin  | Liga dos Campeões |    |    |    |    |           |
| Anwil Włocławek   | Copa Europeia     |    |    |    |    |           |
| Trefl Sopot       | Copa Europeia     |    |    |    |    |           |
|                   | Copa Europeia     |    |    |    |    |           |
| Dziki Warszawa    | ENBL              |    |    |    |    |           |